# モーリス・ベジャール

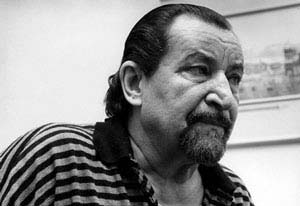
1988年

モーリス・ベジャール（Maurice Béjart, 1927年1月1日 - 2007年11月22日）は、フランスのバレエの振付家。マルセイユに生まれる。父は哲学者ガストン・ベルジェ。
スイスのローザンヌでベジャール・バレエ・ローザンヌを主宰。

## 略歴
1941年、マルセイユでバレエのレッスンを始める。ロシア・バレエ団のダンサー・振付家として有名なセルジュ・リファールの踊りから強い影響をうけたという。南仏時代に、ロシア大公の愛人としても有名なバレリーナ、マチルダ・クシェシンスカヤの指導も受けた。
1945年、マルセイユのオペラ座にコール・ド・パレエとして入団。
1946年から、パリのスタジオ・ワッカー等で、ルーザンヌ・スターキシアン、レオ・スターツ、リューボフ・エゴロバ、オリガ・プレオブラジェンスカヤらに師事。同年、初めての振り付け作品『小姓』を発表。1948年、ローラン・プティのバレエ・ド・パリで、イヴェット・ショヴィレ、ジャニーヌ・シャラらと共演、さらにロンドンでヴェラ・ヴォルコヴァに師事 。
1950年、スウェーデン映画『火の鳥』の振り付けを行う（舞台版とは異なる）。
1951年にクルベリバレエ団に入団するが、翌年兵役のため帰国。1954年にジャン・ローランとともにエトワール・バレエ団（1957年にバレエ・テアトル・ド・パリに改称）を結成。
1959年に鹿の交尾から着想を得たといわれる『春の祭典』が成功を収め、翌1960年にはベルギーの支援を得て20世紀バレエ団を結成する。この年発表した『ボレロ』は、ディスカ・シフォニスが海から上がってくる様子を見て彼女のために振付けたといわれている。円卓の上でソリストが旋律を踊り、群舞がそれを取り囲むようにリズムを踊るこの作品は、ジョルジュ・ドンがメロディを踊ったクロード・ルルーシュ監督映画『愛と哀しみのボレロ』で不朽の名声を得る。
1987年に本拠をスイス・ローザンヌに移し、ベジャール・バレエ・ローザンヌを創立。
東洋の思想や日本文化への関心も高く、東京バレエ団に『仮名手本忠臣蔵』を基にした『ザ・カブキ』、三島由紀夫をテーマにした『M』などを振付けている。歌舞伎役者とも積極的に交流した。
2002年には自身が設立したルードラ・バレエスクールの若手によるカンパニーMを結成。
同年ドキュメンタリー映画『ベジャール・バレエ・リュミエール』が制作された。2007年11月22日、スイス・ローザンヌの病院で死去。80歳。

## 賞歴
- 1974年、エラスムス賞
- 1986年、勲三等旭日中綬章受勲
- 1993年、第5回高松宮殿下記念世界文化賞
- 1999年、京都賞思想・芸術部門

## 主な作品
- 1955年 : 孤独な男のためのシンフォニー（パリ）
- 1957年 : 3人の為のソナタ（エッセン）
- 1958年 : オルフェ（リエージュ）
- 1959 : 春の祭典（ブリュッセル）
- 1961 : ボレロ（ブリュッセル）
- 1964 : 第九交響曲（ブリュッセル）
- 1966 : ロミオとジュリエット（ブリュッセル）
- 1967 : 現在のためのミサ（アビニョン）
- 1968 : バクティ（アビニョン）
- 1972 : ニジンスキー、神の道化（ブリュッセル）
- 1975 : Pli selon pli（ブリュッセル）
- 1975 : 我々のファウスト（ブリュッセル）
- 1977 : ペトルーシュカ（ブリュッセル）
- 1980 : Eros Thanatos (Athènes)
- 1982 : Wien, Wien, nur du allein（ブリュッセル）
- 1983 : 未来のためのミサ（ブリュッセル）
- 1986 : ザ・カブキ（東京）
- 1987 : レニングラードの思い出（ローザンヌ）
- 1988 : ピアフ（東京）
- 1989 : 1789... そして私たち (Paris)
- 1990 : ピラミッド（カイロ）
- 1991 : Tod in Wien (Vienne)
- 1992 : La Nuit（ローザンヌ）
- 1993 : M（東京）
- 1994 : 中国の不思議な役人（ローザンヌ）
- 1995 : À propos de Shéhérazade（ベルリン）
- 1997 : Le Presbytère... (Paris)
- 1999 : La Route de la soie（ローザンヌ）
- 2000 : 少年王（ヴェルサイユ）
- 2001 : タンゴ (Gênes)
- 2001 : Manos（ローザンヌ）
- 2002 : Mère Teresa et les enfants du monde
- 2003 : Ciao Federico en hommage à Fellini
- 2006 : ダンスの愛
- 2006 : ツァラトゥストラ
- 2006 : ダンサーの生涯
- 2007 : 80分間世界一周

## バレエカンパニー
- ベジャールバレエ・ローザンヌ（1987-）

## 著書
- 『モーリス・ベジャール自伝 他者の人生の中での一瞬…』前田允訳　劇書房,　1982.11.
- 『モーリス・ベジャール回想録 誰の人生か? 自伝2』前田允訳　劇書房 1999.7.

## 関連書籍
- A・リビオ『モーリス・ベジャール 現代バレエの精髄』前田允 訳. 西田書店, 1978
- 河原晶子『ベジャール・愛と死の祝祭』新書館, 1983
- コレット・マソン [ほか]著『ベジャールによるベジャール』渡辺守章訳・解説. 新書館, 1984
- シルヴィ・ド・ニュサック 著, パブロ・レイノーソ 撮影『ベジャール・オ・トラヴァーユ』鈴木啓二訳. 新書館, 1985
- ジャン=ピエール・パストリ 著, イヴァン・ミュリセ 撮影『ベジャールー再生への変貌』竜見知音 訳. 東京音楽社, 1990

## 外部
- Béjart Ballet Lausanne